# Phyllonorycter albimacula
Phyllonorycter albimacula är en fjärilsart som först beskrevs av Walsingham 1897.  Phyllonorycter albimacula ingår i släktet guldmalar, och familjen styltmalar. Inga underarter finns listade i Catalogue of Life.